# Уиминга, Мариама
Мариама Уиминга (фр. Mariama Ouiminga; род. 24 января 1970) — буркинийская легкоатлетка, выступавшая в беге на короткие дистанции. Участница летних Олимпийских игр 1988 года. Первая женщина, представлявшая Буркина-Фасо на Олимпийских играх.

## Биография
Мариама Уиминга родилась 24 января 1970 года.
В 1988 году участвовала в юниорском чемпионате мира в Садбери, где выступала в беге на 200 метров и заняла последнее, 8-е место в четвертьфинале с результатом 26,88 секунды.
В том же году вошла в состав сборной Буркина-Фасо на летних Олимпийских играх в Сеуле. В беге на 100 метров заняла последнее, 8-е место в 1/8 финала, показав результат 12,62 и уступив 1 секунду попавшей в четвертьфинал с 4-го места Анджеле Уильямс из Тринидада и Тобаго. В беге на 200 метров заняла последнее, 8-е место в 1/8 финала с результатом 26,08, уступив 2,32 секунды попавшей в четвертьфинал с 4-го места Анджеле Уильямс.
Уиминга стала первой женщиной, представлявшей Буркина-Фасо на Олимпийских играх.
В 1991 году участвовала в чемпионате мира в Токио. В беге на 100 метров выбыла в 1/8 финала, заняв 5-е место (12,26). В беге на 200 метров вышла в четвертьфинал, где заняла 6-е место (25,23).

## Личные рекорды
- Бег на 100 метров — 11,8 (1991)[5]
- Бег на 200 метров — 24,3 (1991)[5]